# 豐後國風土記
《豐後國風土記》（ぶんごのくにふどき）乃是日本奈良時代初期編纂、關於豐後國（今九州大分縣〔北部除外〕）的風土記；也是現存流傳較為完整的五部風土記之一。

## 概要
奈良時代初期元明天皇下詔各令制國的國衙開始編纂，主要以漢文記述。為了整備律令制度，仿效中國的地方志編纂，並做為地方統治的方針。從本書與較早成書的《日本書紀》關於景行天皇之記述幾乎一致來看，可推斷本書完成之時間約當公元720年至740年之間。不過近年研究結果顯示，內文型態近似的《出雲國風土記》完成於天平5年（733年），則本書也同樣於是年完成。
因為本書與《肥前國風土記》出現諸多共通點，顯見在大宰府主導下各令制國同時期開始編纂風土記。另有一說天平4年（732年）藤原宇合至大宰府出任西海道節度使，耗費約10個月的時間完成九州諸國之風土記。現存本中之卷首與各郡首雖然統一，但佚失的地方相當多，可說是五部留存的風土記中內容最少的。此外，許多記述內容也與《日本書紀》一致。

### 存本
現今流傳下來《豐後國風土記》的手抄本確認有一百種以上，其源頭均為1980年經過確認、冷泉家流傳的古抄本，其落款載明永仁5年（1297年）。目前流傳最廣的刊行本，則以寬政12年（1800年）出版、荒木田久老校注，以及文化元年（1804年）出版、唐橋君山校注的《箋釋豐後國風土記》等二種版本為主。

## 內容構成
該書卷首為總記，記錄豐後國之概要與國名源由；接著記述各郡之郡名源由與傳承，許多地名與景行天皇遠征九州時巡幸各地有關，另外也記錄了許多土蜘蛛（不願歸順大和朝廷的地方豪族）的故事。
- 卷首：闡述國名源由
- 日田郡
- 球珠郡
- 直入郡
- 大野郡
- 海部郡
- 大分郡
- 速見郡
- 國埼郡

### 收錄的神話故事
關於征伐土蜘蛛的故事，包括五馬山的五馬姬（いつまひめ）、禰宜野的打猴（うちさる）、八田（やた）和國摩侶、網磯野的小竹鹿奥（しのかおさ）和小竹鹿臣（しのかおみ）、鼠之磐窟（いわや）的青和白等人。再者，本書亦記載許多溫泉，譬如别府温泉的「血之池地獄」記錄為「赤湯泉」；而「玖倍理湯之井」據後人考究則在今鐵輪溫泉附近。

## 內部連結
- 古風土記

## 外部連結
- （日語）筒井延年本「豊後国風土記」の翻刻と若干の問題